# Miltochrista pretiosa
Miltochrista pretiosa är en fjärilsart som beskrevs av Moore 1879. Miltochrista pretiosa ingår i släktet Miltochrista och familjen björnspinnare. Inga underarter finns listade i Catalogue of Life.